# Pacific Park

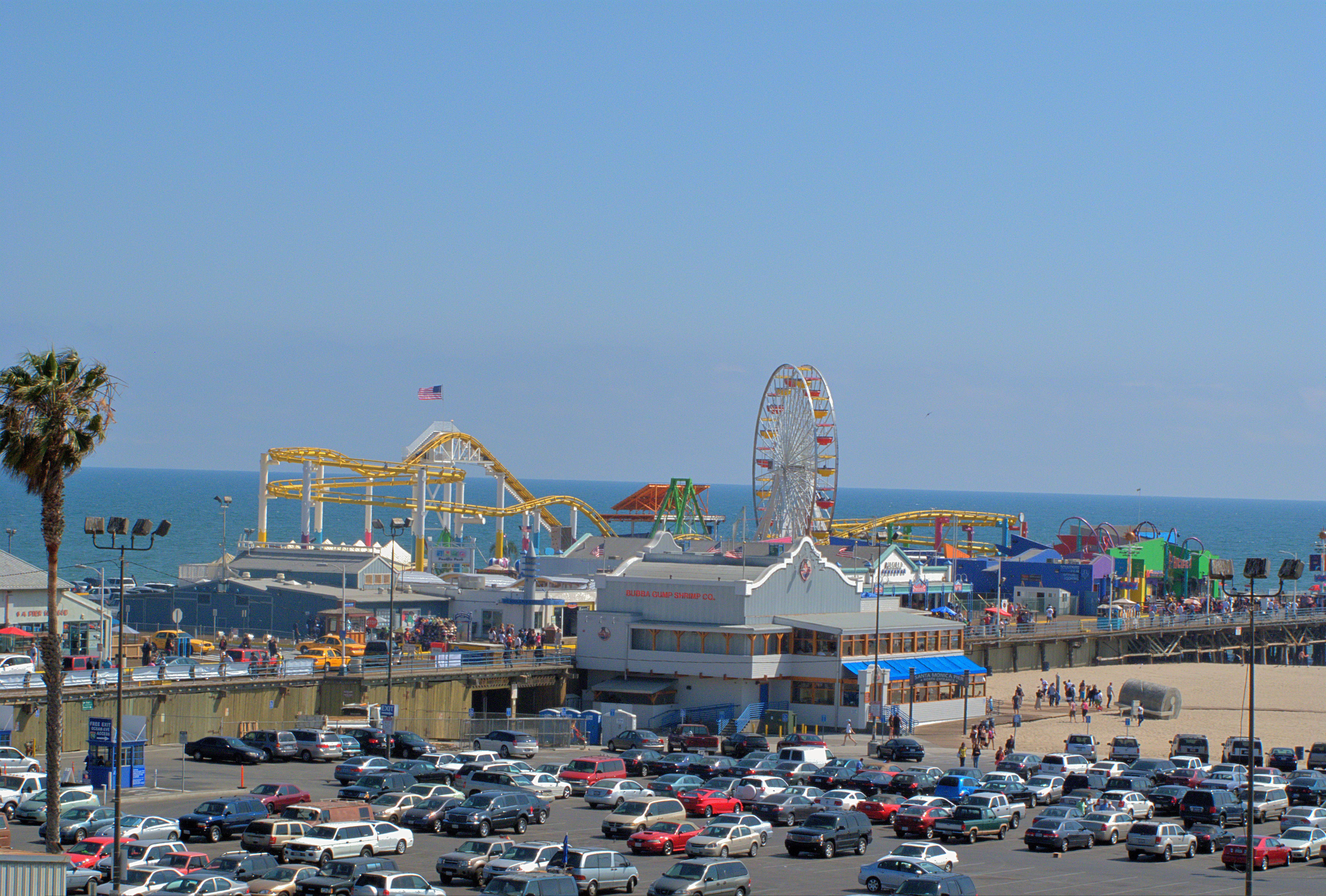
Santa Monica Pier en Pacific Park, gezien vanuit Palisades Park in het noordoosten.

Pacific Park is een attractiepark in Santa Monica, in het zuiden van de Amerikaanse staat Californië. Het pretpark bevindt zich op de Santa Monica Pier aan de Santa Monica Beach. Er zijn twaalf pretparkattracties, waaronder een door de zon aangedreven reuzenrad en een achtbaan. Toegang tot Pacific Park is gratis; individuele ritjes zijn betalend. Hoewel de Santa Monica Pier al bijna honderd jaar een entertainmentfunctie vervult, opende het huidige pretpark pas in 1996.
Verschillende films en televisieseries zijn opgenomen in Pacific Park. Het attractierpark verscheen in de film Fat Albert (2004), in Camp Rock 2 (2010) en in de Disney-serie Hannah Montana.